# Jarosławki (województwo wielkopolskie)
Jarosławki – wieś w Polsce położona w województwie wielkopolskim, w powiecie śremskim, w gminie Książ Wielkopolski.
W latach 1975–1998 miejscowość administracyjnie należała do województwa poznańskiego.
Niewielka wieś położona 5 km na zachód od Książa Wielkopolskiego przy drodze powiatowej nr 4070 z Kadzewa do Konarskie. Pierwszy raz w dokumentach w 1391 r. jako własność szlachecka. Zabytkiem jest dwór z XIX w., wokół niego park krajobrazowy. Na północ od wsi położone jest Jezioro Jarosławskie.